# Ƞ
Ƞ (minúscula: ƞ) es una letra obsoleta del alfabeto latino y del Alfabeto Fonético Internacional. Está codificado en Unicode como U+0220 Ƞ LATIN CAPITAL LETTER N WITH LONG RIGHT LEG y U+019E ƞ LATIN SMALL LETTER N WITH LONG RIGHT LEG.
⟨Ƞ⟩ se utilizó para representar la Nasalización de las vocales en el idioma lakota en la ortografía de ese idioma de 1982. Posteriormente la ortografía Lakota la reemplazó por ⟨ŋ⟩, una letra más común que representa un sonido nasal velar en muchos idiomas.
En el IPA, la letra ⟨ƞ⟩ se usó desde 1951 hasta 1976 para transcribir un homorgánico nasal moraico con una consonante siguiente, pero se eliminó porque no indicaba una pronunciación fonética específica y el AFI consta solo de glifos con valores fonéticos definidos. La letra N mayúscula se usa a menudo para algo similar hoy en día.
⟨Ƞ⟩ no debe confundirse con ⟨ŋ⟩ ni con ⟨ɳ⟩, esta última utilizada en el AFI para una Nasal retrofleja. La forma minúscula es similar a la letra griega minúscula eta, ⟨η⟩.